# 格雷西亞縣
10°4′20″N 84°18′40″W / 10.07222°N 84.31111°W
格雷西亞縣（西班牙語：Cantón de Grecia），是哥斯達黎加的縣份，位於該國西北部，由阿拉胡埃拉省負責管轄，首府設於格雷西亞，始建於1867年7月24日，面積395.72平方公里，海拔高度1,000米，2011年人口76,898人，人口密度每平方公里194.32人。